# جيف فان دي ويلي
فريدجاردوس جاكوبوس جوزيفوس (جيف) فان دي ويلي ( ديورن، بلجيكا، 20 يوليو 1903 - بروج، 4 سبتمبر 1979) سياسيًا بلجيكيًا فلمنكيًا نازيًا. أثناء الاحتلال النازي لبلجيكا أصبح سيئ السمعة كزعيم الجناح الأكثر تأييدًا للنازية في السياسة الفلمنكية.